# Adelgunde Mertensacker
Adelgunde Mertensacker (* 11. Juni 1940 in Werl-Büderich; † 12. Oktober 2013) war eine deutsche Politikerin für die Zentrumspartei und Gründungsmitglied sowie Vorsitzende der Partei Christliche Mitte. Ihr politisches Programm legte starken Wert auf die Abwehr von Islam und Homosexualität.

## Leben
Mertensacker war Lehrbeauftragte für Entwicklungspsychologie an der Abteilung Dortmund der Staatlichen Hochschule für Musik Westfalen-Lippe (Hauptsitz Detmold). 1985 wurde ihr Lehrauftrag nicht verlängert, nachdem Studierende dagegen protestiert hatten, dass sie ihre Veranstaltungen genutzt habe, um weltanschauliche Inhalte zu vermitteln. Sie war auch Leiterin des Musiklehrerseminars und Mitglied der staatlichen Prüfungskommission der Institute Detmold, Münster und Dortmund.
Von 1986 bis 1987 war sie Bundesvorsitzende der Zentrumspartei. Nach ihrer Abwahl als Vorsitzende kam es auf ihre Initiative zur Gründung der Partei Christliche Mitte, deren Vorsitzende sie seitdem war. Das Parteiprogramm stellte nach eigenen Angaben die christlich-alttestamentlichen Zehn Gebote in den Mittelpunkt. Die Partei forderte unter anderem die Wiedereinführung der Strafbarkeit für Homosexualität, betrachtete den Islam als undemokratisch und Muslime als integrationsunwillig. Mertensacker war Präsidentin der „Internationalen Widerstandsbewegung Antiislam“.
Außerdem war Adelgunde Mertensacker Vorsitzende der Vereinigung zum Schutz schwacher und hilfloser Menschen, eines sozialen Hilfswerks, das sich hauptsächlich um schwangere Frauen in Not kümmert. Ausgehend von dieser Vereinigung wurden das Hilfswerk Casa Martin Maria (Rumänien) sowie das Thomas-Hilfswerk (Indien) gegründet.
Dem sedisvakantistischen Periodikum „Kyrie Eleison“ erteilte sie mehrfach die Abdruckerlaubnis für ihre Texte.
Mertensacker ließ sich von der Parteizeitschrift der Republikaner interviewen und trat bei Veranstaltungen der Deutschen Konservativen um Joachim Siegerist auf.
Adelgunde Mertensacker war römisch-katholisch, verheiratet mit Werner Mertensacker und hatte drei Adoptivsöhne.
Sie verstarb wenige Stunden nachdem sie auf dem Europa-Parteitag der Christlichen Mitte in Lippstadt als Partei-Vorsitzende wiedergewählt worden war.

## Schriften
- Schenk mir das Leben. Vereinigung zum Schutz schwacher und hilfloser Menschen, Liesborn 1988.
- Irrwege des Glücks. Esoterische Medizin von A bis Z. Vereinigung zum Schutz Schwacher und Hilfloser Menschen, Liesborn 2005.

Im Parteiverlag
- Moscheen in Deutschland. Stützpunkte islamischer Eroberung. Christliche Mitte, Lippstadt 2001.
- Der Islam im Zeugnis von Heiligen und Bekennern. Eine Dokumentation. Christliche Mitte, Lippstadt 2000.
- Muslime erobern Deutschland. Eine Dokumentation. Christliche Mitte, Lippstadt 1998.
- Der Prophet Allahs. Christliche Mitte, Lippstadt 1996.
- Geführt von Daemonen, Mohammed im Urteil seiner Zeitgenossen. Christliche Mitte, Lippstadt 1993.
- Allahs Krieg gegen die Christen. Christenverfolgung in Geschichte und Gegenwart. Christliche Mitte, Lippstadt, o. J.
- Islam von A bis Z. Ein Kurzlexikon. Christliche Mitte, Lippstadt, o. J.